# Fredrik Idestam
Knut Fredrik Idestam (Tyrväntö, Imperio ruso, 28 de octubre de 1838-Helsinki, Finlandia, 8 de abril de 1916) fue un ingeniero de minas y empresario finés, más conocido por ser el fundador de la marca Nokia.
En mayo de 1865, Idestam obtuvo el permiso para construir una fábrica de pulpa de madera que fue fundada en Tampere (Finlandia). La planta comenzó a operar en 1866. En 1871, junto con Leo Mechelin, después de haber fundado Nokia Ltd., trasladó las operaciones de la compañía a la ciudad de Nokia (Finlandia), de cuya gestión se retiró en 1896.